# Кукрі

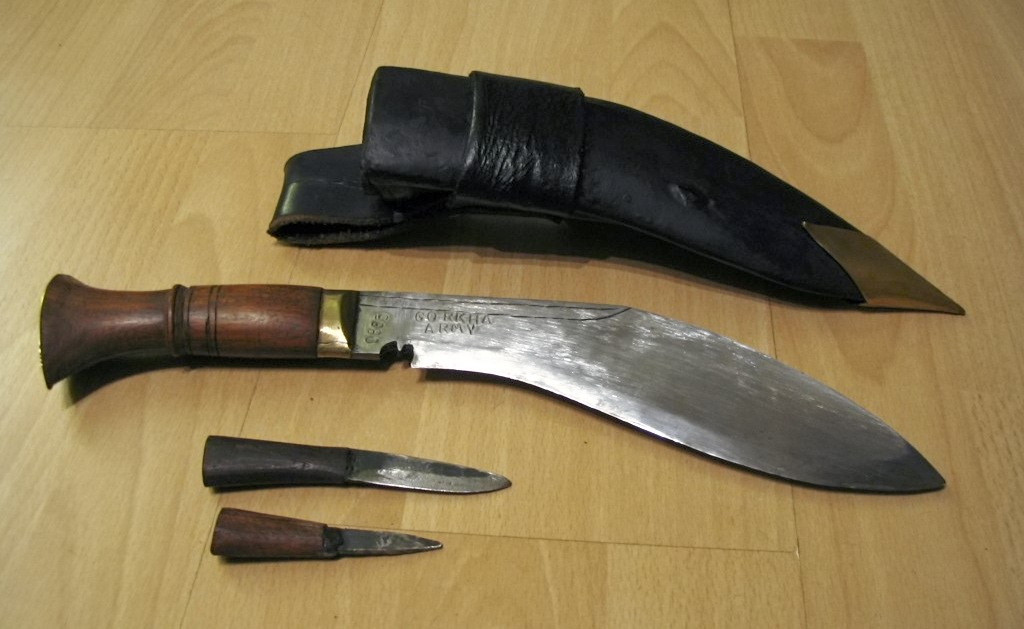
Кукрі

Кукрі (неп. खुकुरी) — непальський національний ніж, холодна зброя гуркхів — британських колоніальних військ, що набирались з місцевого непальського населення.

## Історія
До того як військові взяли цей специфічний ніж на озброєння, місцеве населення використовувало подібні предмети багато років. Відрізняється кукрі формою леза, воно схоже на серп, хоча й значно ширше.
Згідно одній з версій, кукрі походить саме від серпа чи якогось схожого сільського знаряддя праці, яким користувались мешканці гірської країни Непалу.
Інша версія говорить про те, що цей ніж веде свій рід від грецької зброї, яка потрапила в цей регіон з армією Олександра Македонського, а ще раніше прийшла до Еллади з Африки.
Зрештою, серед зброї ця форма леза зустрічається зазвичай у тих випадках, коли вона походить від господарських інструментів.
Наразі можна вважати, що форма кукрі майже не змінилась за час свого існування, принаймні, найдавніші експонати в музеях мають вже більше ніж п'ятсот років, і вони майже не відрізняються від сучасних.
Ще старіші кукрі, на жаль, не збереглись до нашого часу, оскільки залізо, котре використовувалось при їх виготовленні, було досить низької якості.
Лезо кукрі має різний кут загострення, в залежності від місця. Також, в різних місцях лезо загартоване по-різному.
Біля обуха сталь м'яка, інколи до 25 одиниць за Роквелом, в той час, як різальна частина має всі 60 одиниць твердості.
Лише завдяки специфічній техніці куття вдається досягнути пружності леза з такими показниками твердості.
Руків'я ножа зазвичай виготовляють чи то з рогу буйвола, чи з палісандрової деревини.
Хвостовик леза проходить через все руків'я, його закриває металеве навершя, завдяки якому кукрі можна використовувати навіть як молоток.
Кукрі носять у дерев'яних піхвах, обтягнутих шкірою азійського буйвола, і часто ще до того оковані металевими пластинами.
Крім власне кукрі інколи у комплексі з ним носять ще малий ніж карда та шмат сталі з руків'ям — хакма — що використовується, зокрема, для розпалювання вогню чи гостріння самого кукрі.
Кукрі широко використовується по всьому Непалу. Наприклад, в ритуальних цілях, коли під час святкування битви богині Дурґи з Махішасуром цим ножем відрубують голову бику, бажано одним ударом.
Ця ритуальна зброя часто прикрашається орнаментом, різьбою по металу.
Різні види кукрі можуть використовуватись з різною метою, як з бойовою, так і з господарською метою.
Не можна сказати, що кукрі замінює сокиру — скоріш він підходить для робіт, де сокира є надто важким та потужним інструментом.